# Isidoro Sota
Isidoro Sota García (1902. február 4. – 1976. december 8.) mexikói labdarúgókapus. Játszott az 1930-as világbajnokságon, ahol Chile ellen lépett pályára. Két testvére, Jorge Sota és Ernesto Sota szintén labdarúgók voltak. 